# Vida da Virgem Maria (Lotto)
Vida da Virgem Maria ou Cenas da Vida da Virgem Maria é um ciclo de 1525 de afrescos do artista renascentista italiano Lorenzo Lotto na capela à esquerda da Cappella Maggiore em San Michele al Pozzo Bianco em Bérgamo.